# Fronte Nazionale Europeo
Il Fronte Nazionale Europeo (FNE) è stata un'associazione politica europea di estrema destra che raggruppava i partiti degli stati membri dell'Ue di estrema destra, ultra nazionalisti, anticomunisti ed anticapitalisti.

## Storia
Il Fronte Nazionale Europeo, nato il 23 ottobre del 2004, era retto da un Segretario Generale, eletto dall'Assemblea FNE; l'ultimo segretario del FNE è stato Roberto Fiore, leader di Forza Nuova e parlamentare europeo tra il 2008 ed il 2009.
Il Fronte si caratterizzava come nazionalista, anticomunista ed anticapitalista, di terza posizione, di matrice Cattolica tradizionalista. Voleva un'Europa delle Nazioni, dove gli Stati conservino le proprie identità nazionali e patriottiche, ed era contraria all'ingresso della Turchia nell'Unione Europea.

## Aderenti

### Membri
- Romania: Nuova Destra
- Spagna: Democrazia Nazionale
- Germania: Partito Nazionaldemocratico di Germania
- Italia: Forza Nuova
- Francia: Rinnovamento Francese
- Polonia: Rinascita Nazionale Polacca
- Grecia: Alba Dorata
- Grecia: Alleanza Patriottica

### Affiliati
- Paesi Bassi: Alleanza Nazionale (partito sciolto)
- Bulgaria: Alleanza Nazionale Bulgara
- Portogallo: Partito Nazionale Rinnovatore